# چگونه با مادرتان آشنا شدم (فصل ۷)
فصل هفتم از مجموعه چگونه با مادرتان آشنا شدم از تاریخ ۱۹ سپتامبر ۲۰۱۱ با نمایش دو قسمت در یک روز آغاز شد.

## بازیگران

### شخصیت‌های اصلی
- جاش رادنر در نقش تد موزبی
- جیسون سیگل در نقش مارشال اریکسن
- کوبی اسمالدرز در نقش رابین شرباتسکی
- نیل پاتریک هریس در نقش بارنی استینسون
- آلیسون هانیگن در نقش لیلی آلدرین
- باب سگت در نقش تد آینده (فقط صدا)

### شخصیت‌های دوره‌ای و مهمان
- لیندزی فونسکا در نقش پنی دختر تد
- دیوید هنری در نقش لوک پسر تد
- کال پن در نقش کوین
- بکی نیوتون در نقش کوئین گاروی
- نازنین بنیادی در نقش نورا
- کریس الیوت در نقش میکی
- الن دی. ویلیامز در نقش پاتریس
- اشلی ویلیامز در نقش ویکتوریا
- الکسیس دنیسوف در نقش سندی ریورز
- ویکی لوئیس در نقش دکتر سونیا
- مارتین شورت در نقش گاریسون کوتس، رئیس مارشال
- فرانسیس کانروی در نقش لورتا استینسون
- وین بردی در نقش جیمز استینسون
- بیل فیجرباک در نقش ماروین اریکسن پدر
- ری وایز در نقش رابین شرباتسکی پدر
- سوزی پلکسون در نقش جودی اریکسن
- کریستین رز در نقش ویرجینیا موزبی
- جو نیوز در نقش کارل
- کریس رومانو در نقش پانچی
- مارشال منش در نقش رانجیت
- کتی هولمز در نقش نائومی

## قسمت‌ها
| شم. کلی | شم. در فصل | عنوان                   | کارگردان     | نویسنده                             | تاریخ انتشار اصلی | کد تولید     | US تعداد بیننده (میلیون) |
| ------- | ---------- | ----------------------- | ------------ | ----------------------------------- | ----------------- | ------------ | ------------------------ |
| ۱۳۷     | ۱          | «بهترین مرد»            | پاملا فرایمن | کارتر بیز و کریگ توماس              | ۱۹ سپتامبر ۲۰۱۱   | 7ALH01       | 11.00                    |
| ۱۳۸     | ۲          | «حقيقت برهنه»           | پاملا فرایمن | استیون لوید                         | ۱۹ سپتامبر ۲۰۱۱   | 7ALH02       | 12.22                    |
| ۱۳۹     | ۳          | «کراوات اردکی»          | راب گرینبرگ  | کارتر بیز و کریگ توماس              | ۲۶ سپتامبر ۲۰۱۱   | 7ALH03       | 10.50                    |
| ۱۴۰     | ۴          | «بحران موشکی استینسون»  | پاملا فرایمن | کورتنی کنگ                          | ۳ اکتبر ۲۰۱۱      | 7ALH04       | 10.39                    |
| ۱۴۱     | ۵          | «گردش علمی»             | پاملا فرایمن | جیمی رونهایمر                       | ۱۰ اکتبر ۲۰۱۱     | 7ALH06       | 8.89                     |
| ۱۴۲     | ۶          | «راز در مقابل تاریخ»    | پاملا فرایمن | چاک تتهام                           | ۱۷ اکتبر ۲۰۱۱     | 7ALH05       | 9.81                     |
| ۱۴۳     | ۷          | «نورتا»                 | پاملا فرایمن | مت کوهن                             | ۲۴ اکتبر ۲۰۱۱     | 7ALH07       | 9.87                     |
| ۱۴۴     | ۸          | «بازگشت کدوتنبل هرزه»»  | پاملا فرایمن | تمی سگر                             | ۳۱ اکتبر ۲۰۱۱     | 7ALH08       | 10.49                    |
| ۱۴۵     | ۹          | «فاجعه پیشگیری شده»     | مایکل شیا    | رابیا رشید                          | ۷ نوامبر ۲۰۱۱     | 7ALH09       | 10.28                    |
| ۱۴۶     | ۱۰         | «تیک تیک تیک…»          | پاملا فرایمن | کریس هریس                           | ۱۴ نوامبر ۲۰۱۱    | 7ALH10       | 10.42                    |
| ۱۴۷     | ۱۱         | «دختر بازگشتی»          | پاملا فرایمن | کارتر بیز و کریگ توماس              | ۲۱ نوامبر ۲۰۱۱    | 7ALH11       | 10.01                    |
| ۱۴۸     | ۱۲         | «سمفونی روشنایی»        | پاملا فرایمن | جو کلی                              | ۵ دسامبر ۲۰۱۱     | 7ALH12       | 11.51                    |
| ۱۴۹     | ۱۳         | «درب عقبی»              | پاملا فرایمن | کارتر بیز و کریگ توماس              | ۲ ژانویه ۲۰۱۲     | 7ALH13       | 10.14                    |
| ۱۵۰     | ۱۴         | «۴۶ دقیقه»              | پاملا فرایمن | دن گریگور و دگ مند                  | ۱۶ ژانویه ۲۰۱۲    | 7ALH14       | 10.08                    |
| ۱۵۱     | ۱۵         | «زنبوردار در حال سوختن» | پاملا فرایمن | کارتر بیز و کریگ توماس              | ۶ فوریه ۲۰۱۲      | 7ALH17       | 9.98                     |
| ۱۵۲     | ۱۶         | «قطار مست»              | پاملا فرایمن | کریگ جرارد و متیو زینمن             | ۱۳ فوریه ۲۰۱۲     | 7ALH16       | 9.01                     |
| ۱۵۳     | ۱۷         | «بدون فشار»             | پاملا فرایمن | جورج اسلون                          | ۲۰ فوریه ۲۰۱۲     | 7ALH15       | 9.68                     |
| ۱۵۴     | ۱۸         | «کارما»                 | پاملا فرایمن | استیون لوید                         | ۲۷ فوریه ۲۰۱۲     | 7ALH18       | 9.07                     |
| ۱۵۵     | ۱۹         | «نفس»                   | پاملا فرایمن | کارتر بیز و کریگ توماس              | ۱۹ مارس ۲۰۱۲      | 7ALH19       | 8.15                     |
| ۱۵۶     | ۲۰         | «زمان سه‌گانه»           | پاملا فرایمن | کورتنی کنگ                          | ۹ آوریل ۲۰۱۲      | 7ALH23       | 8.00                     |
| ۱۵۷     | ۲۱         | «اکنون ما زوج هستم»     | پاملا فرایمن | چاک تتهام                           | ۱۶ آوریل ۲۰۱۲     | 7ALH22       | 7.24                     |
| ۱۵۸     | ۲۲         | «دیوانه خوب»            | پاملا فرایمن | کارتر بیز و کریگ توماس              | ۳۰ آوریل ۲۰۱۲     | 7ALH20       | 7.99                     |
| ۱۵۹۱۶۰  | ۲۳۲۴       | «رمز شعبده‌باز»          | پاملا فرایمن | جنیفر هندریکزکارتر بیز و کریگ توماس | ۱۴ مه ۲۰۱۲        | 7ALH217ALH24 | 8.58                     |

## بازخورد
فصل هفتم چگونه با مادرتان آشنا شدم نقدهای متفاوتی از منتقدان دریافت کرد. آلان سپینوال نقد متفاوتی به فصل داد و از فلش فورواردها در طول فصل انتقاد کرد و گفت: «این سریال زمانی بسیار قوی‌تر می‌شود که داستان‌هایش به مسائل زمان حال یا گذشته بپردازد و نویسندگان مجبور نباشند این کار را انجام دهند. مانند جادوگرانی رفتار کنید که سعی می کنند مخاطب را از نحوه کار این ترفند بازدارند. و قسمت پایانی این باور را برای من تأیید کرد. بخش هایی که ربطی به چیزهای آینده نداشتند بسیار خوب بودند؛ بخش هایی که همه درباره آینده بودند. مجبورم کرد چشمانم را گرد کنم و برای چندمین بار بپرسم: "واقعا؟ این جایی است که با این می روی؟". ایتان آلتر، از تلویزیون بدون ترحم، پاسخی نرم به فصل داد. در بررسی پایانی فصل، او خط داستانی رابین-بارنی را در طول فصل مورد انتقاد قرار داد و نوشت: «بنابراین پس از یک فصل کامل، ما اساساً به همان جایی که شروع کردیم بازگشته‌ایم، با نویسندگان ۲۴ قسمت برای روی صحنه بردن یک افشاگری که می‌توانست. در پنج دقیقه ابتدایی نمایش اتفاق افتاد و دقیقاً همان تأثیر را داشت».